# Kostel Notre-Dame de Clignancourt
Kostel Notre-Dame de Clignancourt (tj. Panny Marie z Clignancourtu) je katolický farní kostel v 18. obvodu v Paříži na náměstí Place Jules-Joffrin. Kostel je zasvěcen Panně Marii a pojmenován podle bývalé obce Clignancourt.

## Historie
Počet obyvatel čtvrti Clignancourt v 19. století postupně rostl, takže původní farní kostel Saint-Pierre de Montmartre již nedostačoval.
Základní kámen nového kostela vysvětil pařížský arcibiskup François-Nicolas-Madeleine Morlot za přítomnosti barona Haussmanna dne 2. května 1859. Kostel byl vysvěcen 29. října 1863.

## Architektura
Autorem novorománského kostela je architekt Paul-Eugène Lequeux (1806–1873). Délka kostela činí 99 metrů, šířka lodě je 20 metrů a v transeptu měří 33 m. Výška klenby dosahuje 14,80 m. Kaple Panny Marie byla vystavěna jako samostatná budova, která je přístupná po schodech po straně apsidy.
Malby vytvořil Romain Cazes (1810–1881) a fresky Émile Laffon. Autorem varhan je Joseph Merklin (1819–1905). Kultovní náčiní darovala císařovna Evženie z Montijo, ale kostel byl v roce 1870 vyrabován během Pařížské komuny.